# Nepačkovke
Nepačkovke (lat. Salviniaceae), biljna porodica iz reda Salviniales koja je kao i red dobila ime po rodu nepačka (Salvinia), listopadnih vodenih trajnica, s oko 12 vrsta pretežito tropskog heterospornog bilja. U Hrvatskoj je prisutna vrsta plivajuća nepačka (Salvinia natans) koja je raširen i po ostatku Europe i Azije, u Nizozemskoj i Švicarskoj je regionalno izumrla, dok je na Kubu i Jamajku uvezena.
Drugi rod koji pripada ovoj porodici je acola (Azolla) raširena po Novom svijetu, koja je nekada pripisivana vlastitoj porodici Azollaceae, a sastoji se od šest priznatih vrsta.

## Opis
Salviniaceae, u redu Salviniales, porodica je paprati koja se sastoji od 2 roda s oko 20 vrsta, rasprostranjenih u tropskim do umjerenim regijama diljem svijeta. Biljke su plutajuće vodene. Korijeni su prisutni ili odsutni. Stabljike su horizontalne, vitke, dlakave i protostelične. Pravi korijeni su odsutni, korijenski rizoid razvijen od listova. Listovi su trostruki, dvije lamine, površinski papilozni ili dlakavi, vodoodbojni, plutajući, zeleni, često cjeloviti, abaksialno dlakavi, srednja žila različita, jedna lamina specijalizirana za rizoid i viseća. Sporokarpi su kuglasti, nose rizoidnu bazu ili su upareni duž rizoida, dimorfni, uključujući i megasporangije i mikrosporangije. Megasporangiji su s kratkim peteljkama, 8-10, nose blago male megasporokarpe i jednu veliku sporu u svakom sporangiju. Mikrosporangiji su dugi, pedunkulirani, brojni, nose malo veći mikrosporokarp i 64 male spore u svakom sporangiju.

## Rodovi
1. Salvinia Ség. (11 spp.)
2. Azolla Lam. (6 spp.)

## Vanjske poveznice
|  | Zajednički poslužitelj ima još gradiva o temi Salviniaceae |
|  | Wikivrste imaju podatke o taksonu Salviniaceae             |